# Santamartatapakul
Santamartatapakul (Scytalopus sanctaemartae) är en fågel i familjen tapakuler inom ordningen tättingar.

## Utbredning och systematik
Fågelns utbredningsområde är i Sierra Nevada de Santa Marta (nordöstra Colombia). Den behandlas som monotypisk, det vill säga att den inte delas in i några underarter.

## Status
IUCN kategoriserar arten som nära hotad.

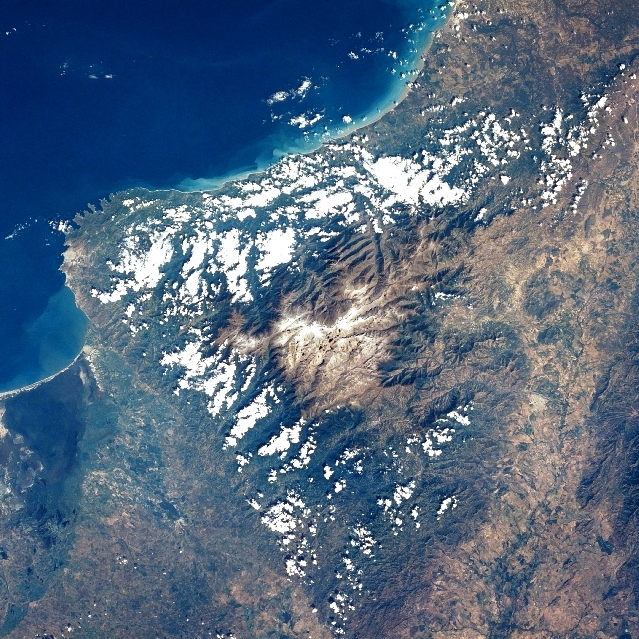
Flygbild över Sierra Nevada de Santa Marta.